# Abizanda
Abizanda (aragonesisch L'Abizanda) ist ein spanischer Ort und eine Gemeinde im Norden der Provinz Huesca der Region Aragonien. Die Gemeinde gehört zur Comarca Sobrarbe. Abizanda hat auf einer Fläche von 44,84 km² 163 Einwohner (Stand: 2024). Der Ort liegt auf 636 m Höhe über dem Fluss Abizanda, der als Stausee genutzt wird.  

## Gemeindegliederung
Zur Gemeinde gehören neben dem Hauptort noch folgende Dörfer: Escanilla, Lamata und Ligüerre de Cinca.

## Wirtschaft
Der Ort lebt von der Landwirtschaft und dem Tourismus.

## Baudenkmäler
- Wachturm aus dem 11. Jahrhundert (Bien de Interés Cultural)
- Spätgotische Kirche, erbaut im 16. Jahrhundert (Bien de Interés Cultural)
- Typische Häuser der Region: Casa Carlos und Casa Torrocella

## Einzelnachweise

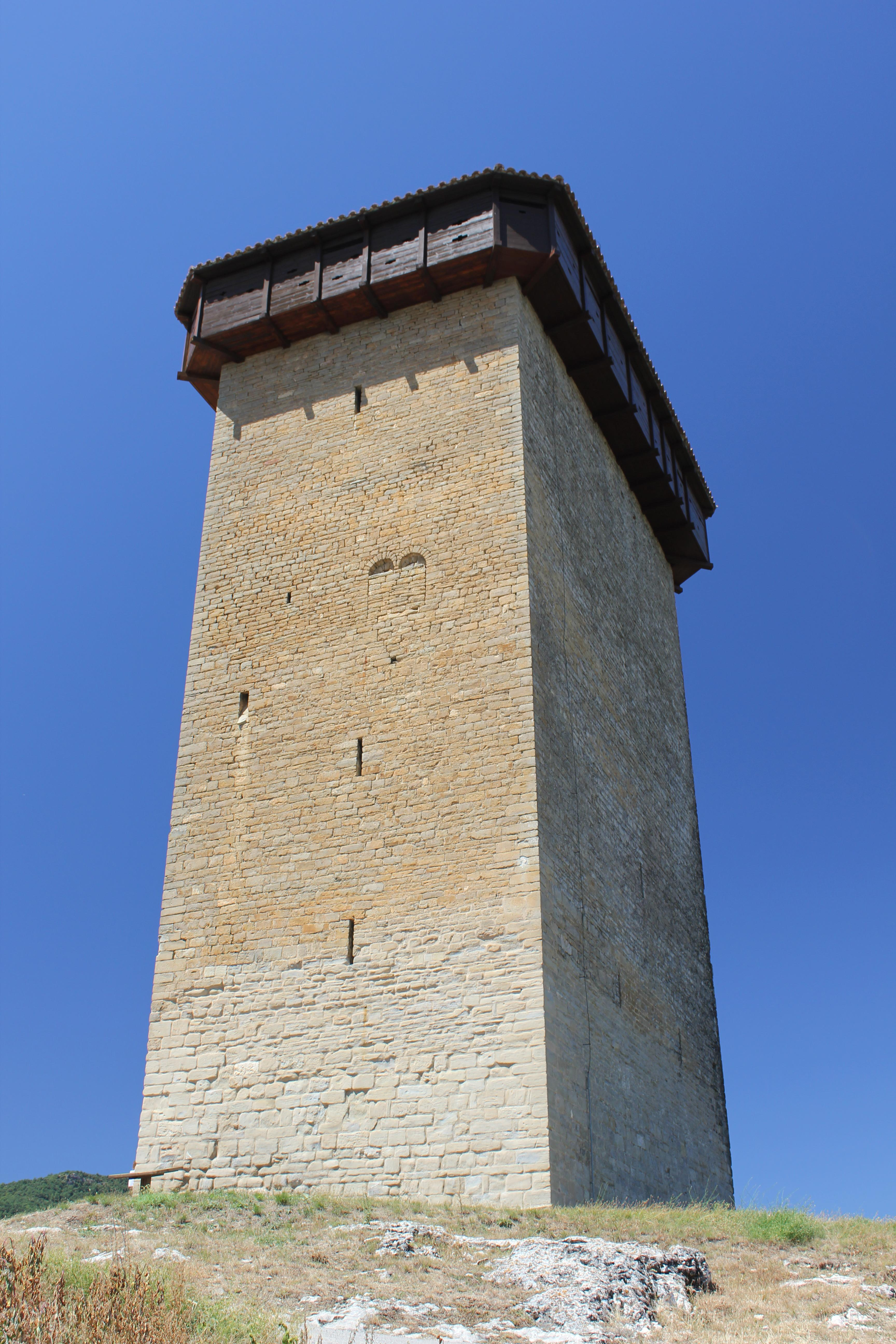
Wachturm